# Maciej Miecznikowski
Maciej Miecznikowski (ur. 14 lipca 1969 w Pobłociu) – polski śpiewak operowy, piosenkarz, multiinstrumentalista i prezenter telewizyjny. Członek Akademii Fonograficznej ZPAV.
Od 2000 wokalista zespołu muzycznego Leszcze, z którym wydał pięć albumów studyjnych: Wolne miasto dancing (2001), Ta dziewczyna (2002), Kombinuj dziewczyno (2003), Dziewczyna cud (2004) i Koniec z dziewczynami (2010). Od 2007 również artysta solowy, wydał trzy płyty: Czarodzieje (2007), Będzie z nami dobrze (2014) i Tribute to Nat King Cole (2015).
Uprawiał niemal wszystkie gatunki muzyczne, od śpiewu chóralnego poprzez swing, punk i blues. Jest multiinstrumentalistą: gra na fortepianie, gitarze, akordeonie i trąbce.
Był gospodarzem lub uczestnikiem kilku telewizyjnych programów rozrywkowych.

## Życiorys
Urodził się na Kaszubach. Ukończył I Liceum Ogólnokształcące im. Króla Jana III Sobieskiego w Wejherowie. Z wykształcenia jest śpiewakiem operowym (bas), ukończył Akademię Muzyczną w Gdańsku. Studiował także pedagogikę.
W 1989 otrzymał wyróżnienie na Studenckim Festiwalu Piosenki w Krakowie. Śpiewał w Teatrze Wybrzeże w Gdańsku. Był wokalistą kilku zespołów punkowych, m.in. Bagnet na Broń i Buty Orgazmu, a także prowadził zespół swingujący. Przez rok był wokalistą Püdelsów. Przez kilka lat występował z kabaretem DKD. 
W 2000 został wokalistą zespołu Leszcze, z którym w 2002 zajął trzecie miejsce w konkursie „Premier” (z utworem „Ta dziewczyna”) na 39. Krajowym Festiwalu Piosenki Polskiej w Opolu, na którym otrzymali nagrodę dziennikarzy, a w 2010 zajął piąte miejsce (z utworem „Weekend”) w finale Krajowych Eliminacji do Konkursu Piosenki Eurowizji 2010. W 2013 zakończył współpracę z zespołem, ale powrócił do składu w kwietniu 2018.
Równocześnie z działalnością w Leszczach prowadził działalność solową. W 2002 ogłoszono, że poprowadzi program rozrywkowy Pod Złotym Leszczem w TVP1. W 2003 był gospodarzem programu telewizyjnego Śpiewanie na ekranie w TVP2. Od października 2004 był solistą w oratoriach Zbigniewa Książka i Piotra Rubika: Świętokrzyska Golgota, Tu Es Petrus i Psałterz wrześniowy. W 2007 został solistą w oratorium Bartosza Gliniaka i Zbigniewa Książka Siedem pieśni Marii,  wydał solowy album pt. Czarodzieje (dedykowany Agnieszce Osieckiej i nagrany z Andrzejem Zielińskim) i użyczył głosu Księciu w polskiej wersji językowej filmu animowanego Happy Wkręt. W 2008 zdubbingował hipopotama Moto Moto w filmie Madagaskar 2. W latach 2008–2012 prowadził teleturniej Tak to leciało! w TVP2. W 2011 był kapitanem jednej z drużyn w programie Bitwa na głosy w TVP2. Odrzucił propozycję udziału w programie rozrywkowym Polsatu Twoja twarz brzmi znajomo. W 2014 nakładem wytwórni Dream Music wydał album pt. Będzie z nami dobrze, który promował singlem „Mamy coś”. W 2015 wydał płytę pt. Tribute to Nat King Cole, który nagrał z Krzysią Górniak, a także został aktorem Teatru Kamienica. W 2019 dołączył do zespołu Warszawskiej Opery Kameralnej.

## Życie prywatne
Żonaty z Agnieszką. Jest ojcem dwojga dzieci: Zofii i Macieja.
W 2012 zarejestrował Fundację „Wiemy, co jemy” Nauka i Edukacja Społeczna dla Zdrowia.
Cierpi na otosklerozę.